# EuropeAid - Ufficio di cooperazione
EuropeAid Co-operation Office è una direzione generale della Commissione europea. Fondato il 1º gennaio 2001, la missione di EuropeAid consiste nel rendere effettivi gli strumenti destinati all'aiuto esterno della Commissione europea, i quali sono finanziati dal bilancio della CE e dal Fondo europeo per lo sviluppo regionale.
EuropeAid risponde al Commissario europeo per la Cooperazione internazionale, gli Aiuti umanitari e la Risposta alle Crisi.

## Introduzione
EuropeAid è la direzione generale della Commissione europea responsabile della messa in pratica dei programmi e dei progetti di aiuto esterno in tutto il mondo. Il suo obiettivo è massimizzare il valore e l'impatto dell'aiuto attraverso la concessione dello stesso in una maniera rapida e responsabile.
EuropeAid lavora sotto l'egida del commissario responsabile delle relazioni esterne e della politica europea di vicinato. Anche il commissario responsabile per lo sviluppo e l'aiuto umanitario, ha un interesse rilevante nel lavoro di EuropeAid. Il direttore di EuropeAid ha la responsabilità dell'intera messa in pratica della missione della direzione generale, che consiste nel rendere effettivi gli strumenti destinati all'aiuto esterno della Commissione europea, finanziati dal bilancio della CE e dal Fondo europeo per lo sviluppo regionale.
EuropeAid lavora per assicurare che l'aiuto dato contribuisca significativamente agli obiettivi di sviluppo dell'UE e agli Obiettivi del Millennio delle Nazioni Unite. L'Unione europea, composta dai suoi stati membri e dalla Commissione europea, è il maggior donante a livello mondiale di aiuto.
L'EuropeAid è scomparsa con il Trattato di Lisbona ed è stata accorpata alla DG DEVELOPMENT.

## Dalle politiche all'azione
Nell'attuazione dei progetti, EuropeAid prende in considerazione le strategie dell'UE e i programmi a lungo termine per la distribuzione degli aiuti. Tali strategie e politiche connesse sono concepite da altre direzioni generali della Commissione Europea, tra cui quella per lo sviluppo per i paesi ACP e quella per le relazioni esterne per le altre regioni e paesi del mondo.
EuropeAid traduce queste politiche in azioni concrete e sviluppa nuovi metodi d'inoltro degli aiuti, come l'appoggio al bilancio o attraverso approcci settoriali. Inoltre, sviluppa linee guida e valuta l'attuazione della cooperazione allo sviluppo, ed è responsabile per la corretta gestione dei fondi. Per questo, EuropeAid è tenuta all'uso di procedure di aggiudicazione di gare e di contratti chiare e trasparenti.
EuropeAid è responsabile di tutte le tappe di un progetto di cooperazione allo sviluppo: dopo l'identificazione dei bisogni, EuropeAid conduce studi di fattibilità e prepara tutte le decisioni finanziarie e controlli necessari. Infine, passa alla redazione delle procedure di gara, monitoraggio e valutazione richieste.
EuropeAid è un'organizzazione altamente decentralizzata. Tra i membri del personale della Commissione che si occupano dell'esecuzione degli aiuti, due su tre sono basati sul campo. Per questo, gran parte del lavoro di preparazione ed esecuzione è fatta attraverso le delegazioni della Commissione nei paesi destinatari. 
EuropeAid è composta da 7 direzioni e da quattro unità direttamente collegate al direttore generale.

## Promuovere sforzi comuni
Per garantire la coerenza, complementarità e coordinamento nel mettere in pratica i programmi di assistenza esterna a livello mondiale, EuropeAid lavora in stretta collaborazione con vari partner.  Lo scopo generale è rendere più effettivo l'aiuto internazionale. La società civile, le organizzazioni internazionali e i governi degli Stati membri sono tutti importanti attori nel settore.

## Finanziamento e visibilità
EuropeAid concede sussidi e assegna contratti per l'implementazione dei progetti e delle attività relativi ai programmi dell'UE di aiuto esterno. Per garantire che il lavoro di EuropeAid per migliorare la vita delle persone sia riconosciuto, sono state stabilite una serie di linee guida. Esse assicurano che i progetti riconoscano il sostegno ricevuto dal bilancio della Commissione. Inoltre, aiutano ad aumentare il profilo generale dell'UE nel mondo.